# Harklowa (Basses-Carpates)
Pour l’article homonyme, voir Harklowa (Petite-Pologne).
Harklowa est une localité polonaise de la gmina de Skołyszyn, située dans le powiat de Jasło en voïvodie des Basses-Carpates.